# Tarik Filipović
Tarik Filipović (Zenica, 11. ožujka 1972.) hrvatski je glumac i TV voditelj porijeklom iz Bosne i Hercegovine.

## Životopis

### Karijera
Tarik Filipović rođen je 11. ožujka 1972. u Zenici od majke Fahrije - Seke, rođene Mecan i oca Omera. Ima i mlađu sestru Eminu. Kao dječak imao je nadimke Rikta, Riketa, a navijao je za Čelik, koji je u vrijeme bivše Jugoslavije bio prvoligaš. Glumačku karijeru je počeo u dječjem ansamblu Narodnog kazališta u Zenici. Studirao je na zagrebačkoj Akademiji za kazalište, film i televiziju. Glumio je u više od 800 kazališnih predstava. Snimio je puno filmova i tv - serija koje su se prikazivale širom država na prostoru bivše Jugoslavije, a poznat je i po ulozi Teodora "Tea" Friščića u seriji Bitange i princeze. Medijsku slavu je stekao najprije u HRT-ovoj Skrivenoj kameri, a potom kao voditelj kviza Tko želi biti milijunaš?, čije je emitiranje počelo na HRT-u 2002. godine. Krajem 2007. godine, Milijunaš se nakratko maknuo s ekrana, kako bi ustupio mjesto novom kvizu "1 protiv 100" u kojem je Tarik također bio voditelj. 3. lipnja 2010. odradio je posljednju emisiju kviza Tko želi biti milijunaš.
Tarik Filipović je od 2013. godine do 2019. godine vodio kviz ''Potjera.'' Od 19. rujna 2019. godine ponovno vodi kviz ''Tko želi biti milijunaš?''. Od veljače 2016. godine voditelj je i zabavne emisije Satirikon.

### Osobni život
Trenutačno živi i radi u Zagrebu. U braku je s bivšom Miss Hrvatske Lejlom Šehović, s kojom ima sina Armana, rođenog 2008. godine. Lamija Hasanbegović, supruga bivšeg ministra kulture Republike Hrvatske, Zlatka Hasanbegovića, njegova je prijateljica i zaposlenica LD Storea koji je u vlasništvu Filipovićeve supruge Lejle.

## Filmografija

### Televizijske uloge
- "Smogovci" kao četnik Spasoje (1996.)
- "Hlapićeve nove zgode" kao Amadeus/Elmer/upravitelj cirkusa/Gogo/pas Puki (glas) (2002.)
- "Naši i vaši" kao prosjak-voditelj (2002.)
- "Naša mala klinika" kao Nedim Mulaomerović (2004.)
- "Luda kuća" kao Tarik Filipović (2005.)
- "Bitange i princeze" kao Teodor "Teo" Friščić, agent Lovorko (2005. – 2010.)
- "Ljubav, navika, panika" kao Damir (2006.)
- "Kazalište u kući" kao Karlo Mamić (2006. – 2007.)
- "Dobre namjere" kao Ante Liverić (2008.)
- "Tito" kao Titov liječnik (2010.)
- "Stella" kao Ales Župančić (2013.)
- "Lud, zbunjen, normalan" kao Avdija Leksiković (2015.)
- "Crno-bijeli svijet" kao Partijac/Vladanko Stojaković (2015. – 2016.)
- "Ko te šiša" kao Roko (2018.)
- "Konak kod Hilmije" kao Štumbafirer Šiling (2018.)
- "General" kao Davor Domazet-Lošo (2019. – 2020.)
- "Nestali" kao Marko (2020.)

### Voditeljske uloge
- "Tko želi biti milijunaš?" (2002. – 2007.; 2009. – 2010.; 2019. – danas)
- "1 protiv 100" (2008. – 2011.)
- "Porin" kao jedan od glavnih voditelja (zajedno s Danielom Trbović) (2009.)
- "Sve u sedam" (2011. – 2013.)
- "Satirikon" (2015.)
- "Potjera" (2013. – 2019.)

### Filmske uloge
- "Okus limuna" (1993.)
- "Cijena života" (1994.)
- "Isprani" (1995.)
- "Čudnovate zgode šegrta Hlapića" kao Amadeus/vlasnik vrtuljka (glas) (1997.)
- "Agonija" kao inspektor (1998.)
- "Polagana predaja" (2001.)
- "Iza neprijateljskih linija" (Behind Enemy Lines) kao srpski vojnik (2001.)
- "24 sata" (2001.)
- "Svjedoci" kao javni tužitelj (2003.)
- "Leti, leti" kao pilot (2003.)
- "Duga mračna noć" kao Joka (2004.)
- "Lopovi prve klase" kao pripovjedač (2005.)
- "Dva igrača s klupe" kao Antiša (2005.)
- "Go West" kao Milan (2005.)
- "Dobro uštimani mrtvaci" kao Mario (2005.)
- "Ritam života" kao Damir (2007.)
- "Nevrijeme" kao Mladen Banović (2009.)
- "U zemlji čudesa" kao profesor (2009.)
- "Markov trg" kao Marko Crnogorac (2014.)
- "ZG80" kao policajac (2016.)

### Sinkronizacija
- "Potraga za Nemom" kao Škrga (2003.)
- "Ledeno doba 2, 3, 4, 5" kao Diego (2006., 2009., 2012., 2016.)
- "Čudovišta protiv vanzemaljaca" (2009.)
- "Auti 2" kao Filip Tariković (2011.)
- "Žabac Regi" kao Dražen (2014.)
- "Film Angry Birds 1, Film Angry Birds 2" kao Leonard (2016., 2019.)
- "Potraga za Dorom" kao Škrga (2016.)
- "Spider-Man: Novi svijet" kao Jefferson Davis (2018.)

## Nagrade i priznanja
- Rektorova nagrada za predstavu Kako sada stvari stoje
- 1995. – Zlatni smijeh, specijalna nagrada mladom glumcu za ulogu Fellera u predstavi G. Feydeaua Gospon lovac u produkciji ADU i Satiričkog kazališta "Kerempuh" te za uloge u predstavi Spika 2 B. Svrtana u izvedbi SK "Kerempuh"
- 1997. – Zlatni smijeh na "Danima satire" za uloge u Izbacivačima Teatra Exit, Vježbanje demokracije N. Stazića u izvedbi SK "Kerempuh" i Pir malograđana B. Brechta u izvedbi SK "Kerempuh"
- 2002. – nagrada "Ivo Serdar" na "Danima satire" za ulogu u predstavi Što je smiješno, bando lopovska? M. Jergovića u izvedbi SK "Kerempuh"
- 2002. – Večernjakova Ruža za TV lice godine
- 2008. – Specijalna nagrada za uloge u predstavi Magic Act Show na Festivalu cabareta "Gumbekovi dani"
- 2010. – Zlatni smijeh za ulogu Aljemija u predstavi "O medvjedima i ljudima" S. Anočića
- 2012. – nagrada "Fabijan Šovagović" za najboljeg glumca u predstavi Spektakluk na Festivalu glumca
- 2012. – priznanje Kluba drevnih Zagrepčana "Zagreb, 1939." iz ciklusa "Zagrebačka plemenitost" kao zahvala za sve učinjeno za Zagreb
- Nagrada za oživljavanje kabareta na 6. Gumbekovim danima
- Nagrade na međunarodnim festivalima u Bernu i Amsterdamu

## Vanjske poveznice
- Tarik Filipović u internetskoj bazi filmova IMDb-u (engl.)
- Tarik Filipović[neaktivna poveznica] na internetskoj bazi hrvatskih sinkronizacija